# Aria (Navarra)
Aria ist ein Ort und eine Gemeinde im gemischtsprachigen Teil der Autonomen Gemeinschaft Navarra mit 47 Einwohnern (Stand: 2024).

## Lage
Aria liegt etwa 35 Kilometer ostnordöstlich von Pamplona nahe der Grenze zwischen Frankreich und Spanien in einer Höhe von ca. 855 m.

## Sehenswürdigkeiten
- Andreaskirche